# Gare de Dakar
La gare de Dakar est une gare ferroviaire située à Dakar au Sénégal, sur la place de la gare Dakar-Niger rebaptisée place du Tirailleur le 23 août 2004.

## Histoire
De style colonial, la première gare fut construite en 1885, après celle de Saint-Louis (1883). Voulue par Louis Faidherbe, la ligne de chemin de fer Dakar-Saint-Louis, première gare ferroviaire de l'Afrique de l'Ouest, est inaugurée le 6 juillet 1885.
La gare actuelle fut construite entre 1913 et 1914 et mise en service en juin 1914.
La gare a été fermée en 2009, lors de la fermeture de la ligne du chemin de fer Dakar-Niger en vue de sa démolition.
Elle a été brièvement utilisée en 2010 pour le 3e festival mondial des arts nègres.
En 2013, le nouveau gouvernement annule le projet de parc culturel et annonce la sauvegarde de la gare, ainsi que la prochaine réhabilitation des voies afin de permettre au petit train de banlieue de reprendre son service.
La gare a été réhabilitée en 2018 et rouverte en janvier 2019 pour un trajet d'inauguration du Train express régional (TER) qui relie Dakar à l'aéroport international Blaise-Diagne en passant par Diamniadio et en reprenant le parcours du PTB. Les travaux de rénovations étant achevés, la gare est entrée en service commercial le 28 décembre 2021 comme le reste de la ligne ferroviaire du TER (1ʳᵉ phase) allant jusqu'à Diamniadio.

## Desserte
Outre le Petit train de banlieue, deux grandes lignes seulement étaient en service. L'une, le chemin de fer Dakar-Niger, permettait aux voyageurs de rallier Bamako (Mali) en 36h, et cela une fois par semaine. L'autre, à destination de Saint-Louis⁣⁣, ⁣ était depuis longtemps hors d'usage.

## Aménagement de la place
La gare se trouve à proximité de l’embarcadère de Gorée.
Sur la place, d'abord nommée « place du Tirailleur », puis « place des Tirailleurs africains », un monument rend hommage à Demba et Dupont, le tirailleur sénégalais et le marsouin français. Auparavant, cette statue se trouvait face à l'Assemblée nationale, aujourd'hui place de Soweto.

## Galerie

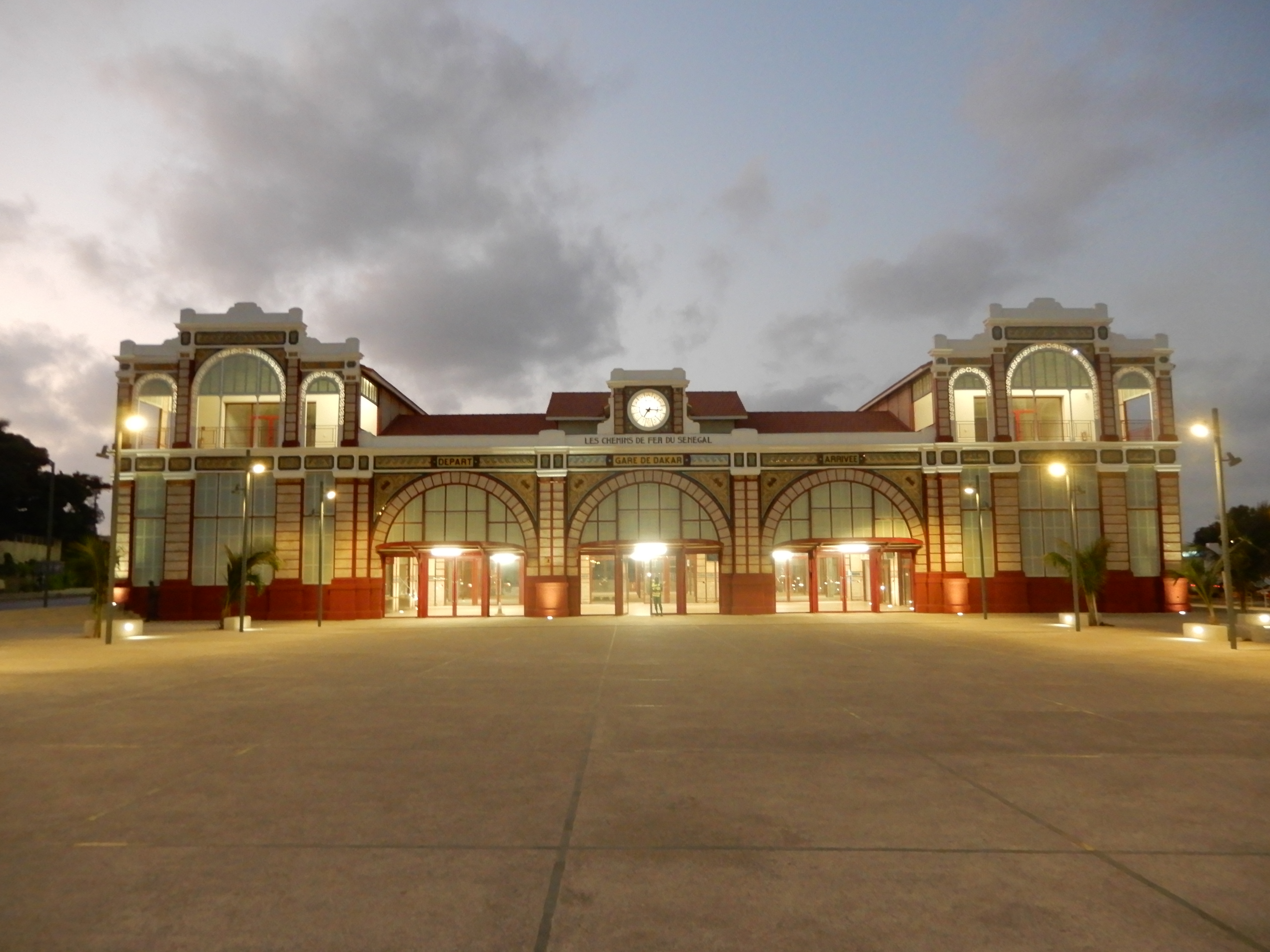
Façade du bâtiment de nuit (2019).
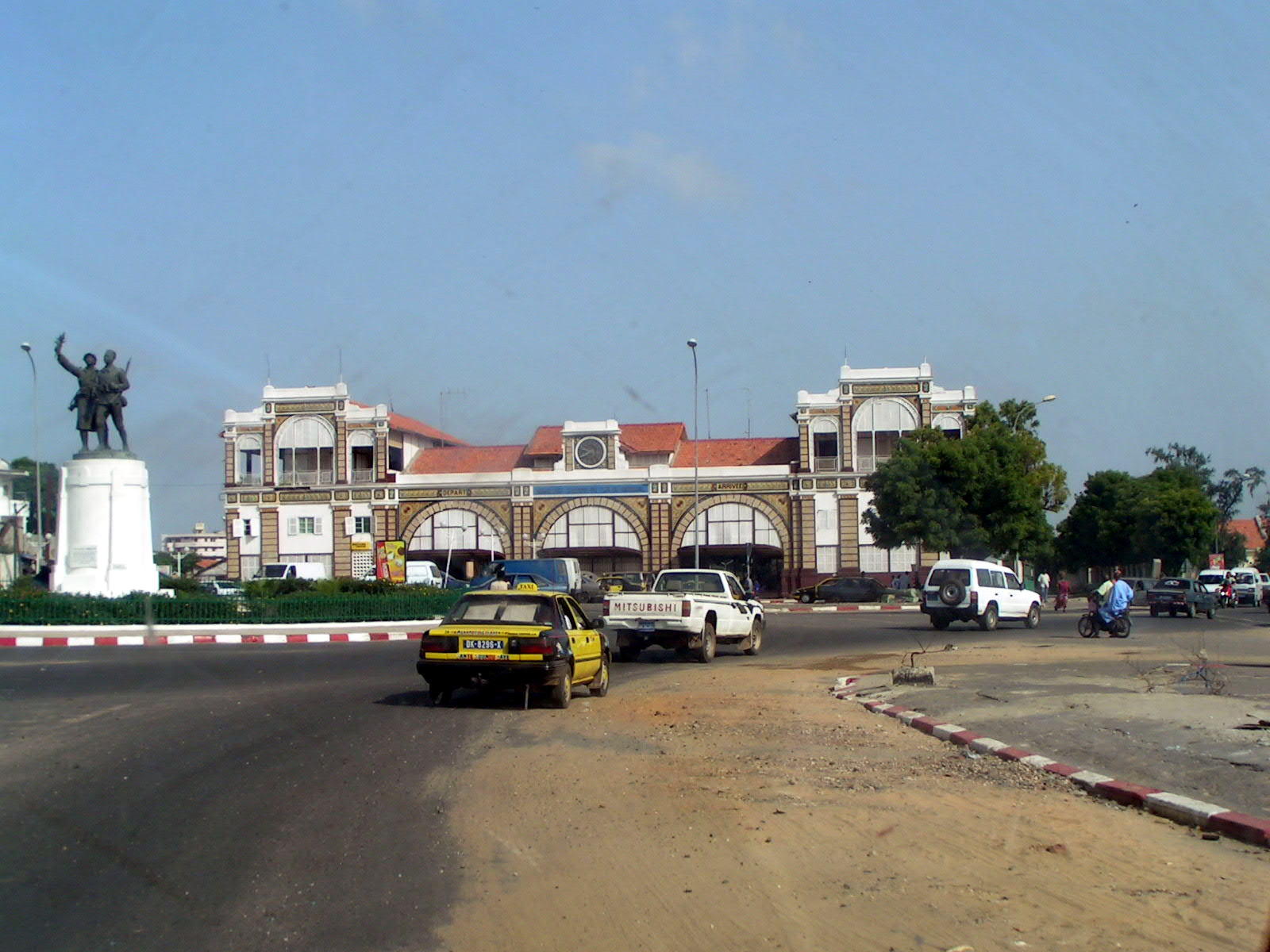
Façade du bâtiment voyageurs (2005).
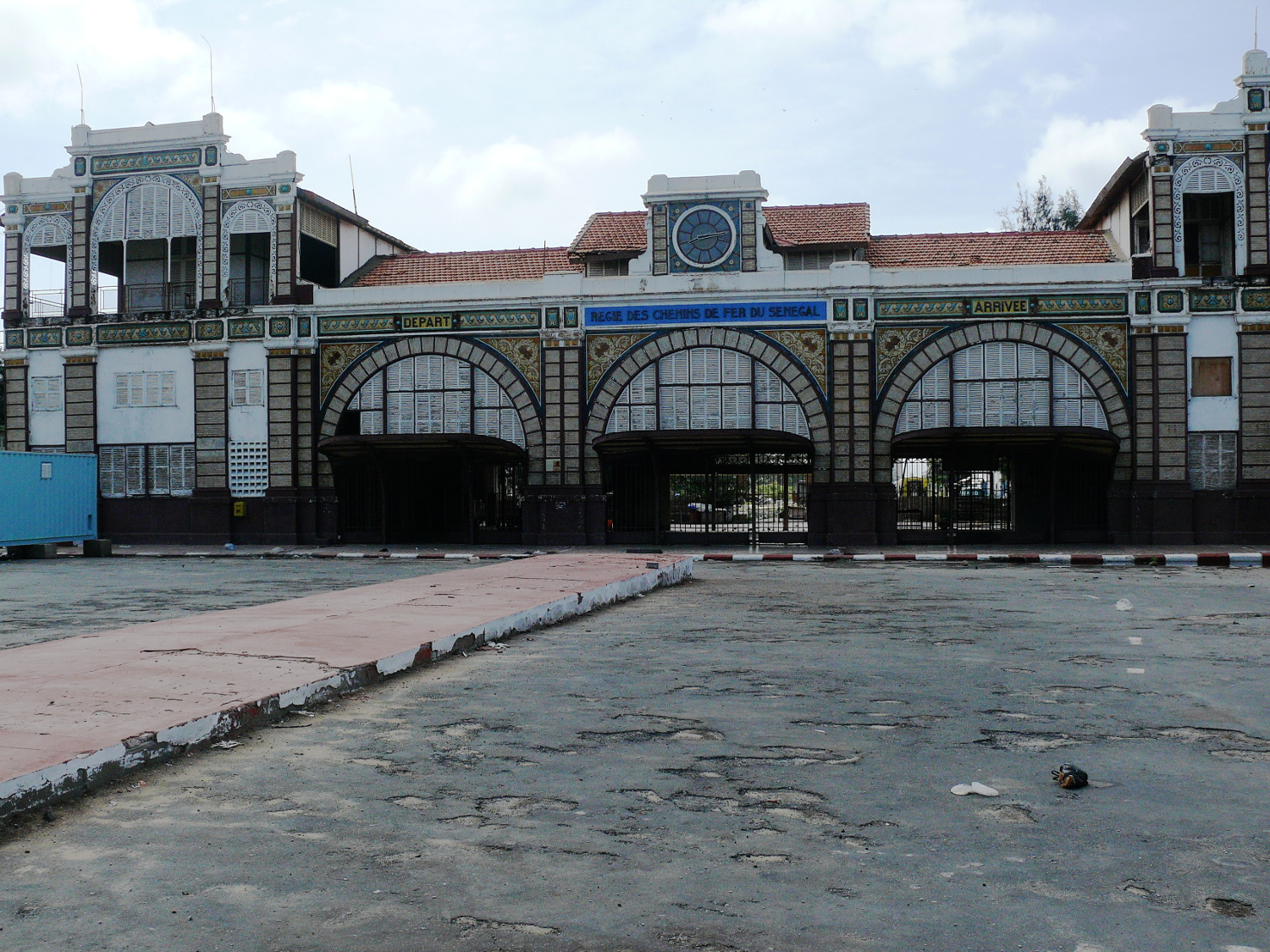
Parvis de la gare de Dakar abandonnée (2013).
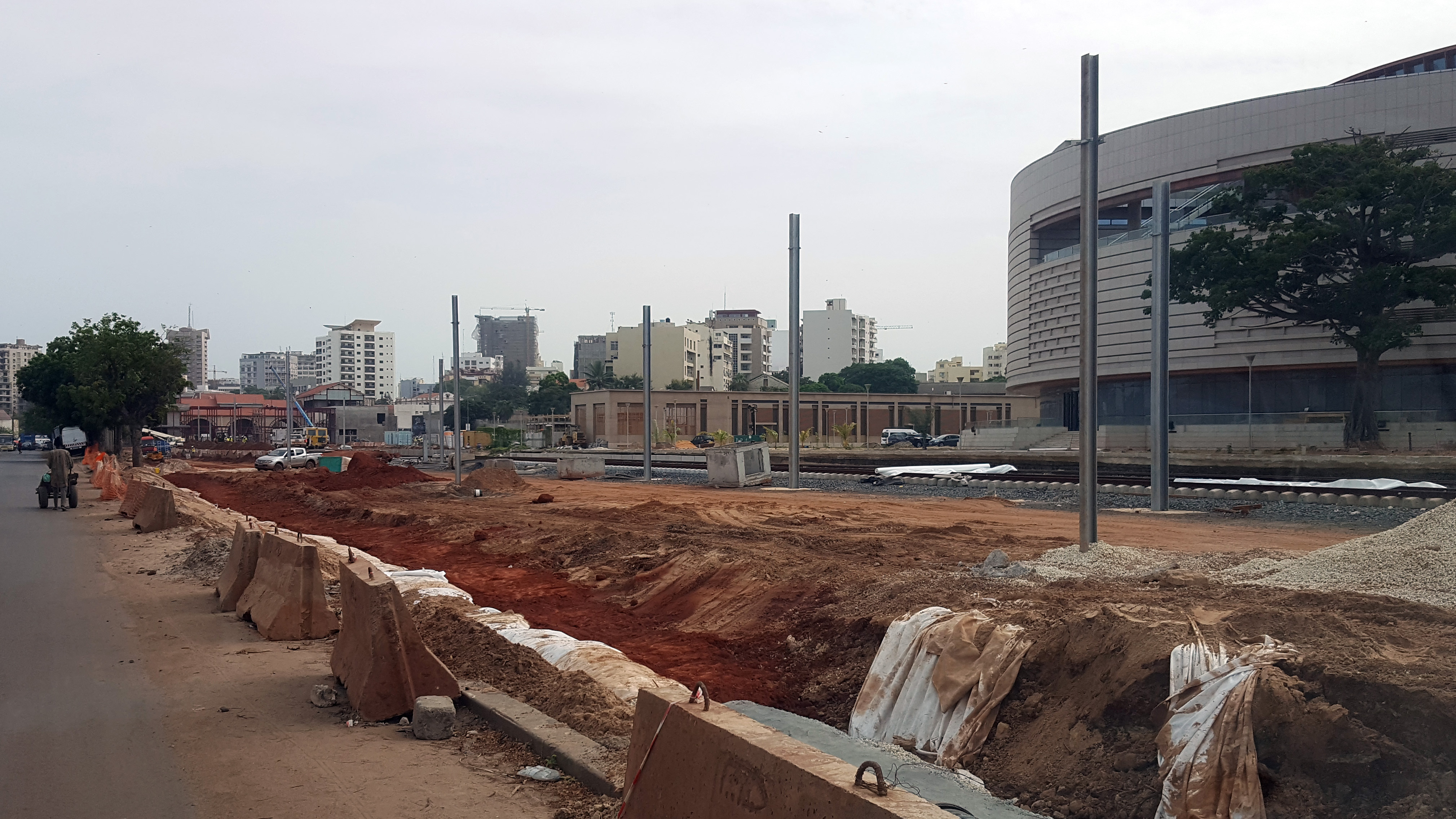
Rénovation de l'arrière du bâtiment (2018).
- Mémoire de la ligne Bamako-Dakar (2019).
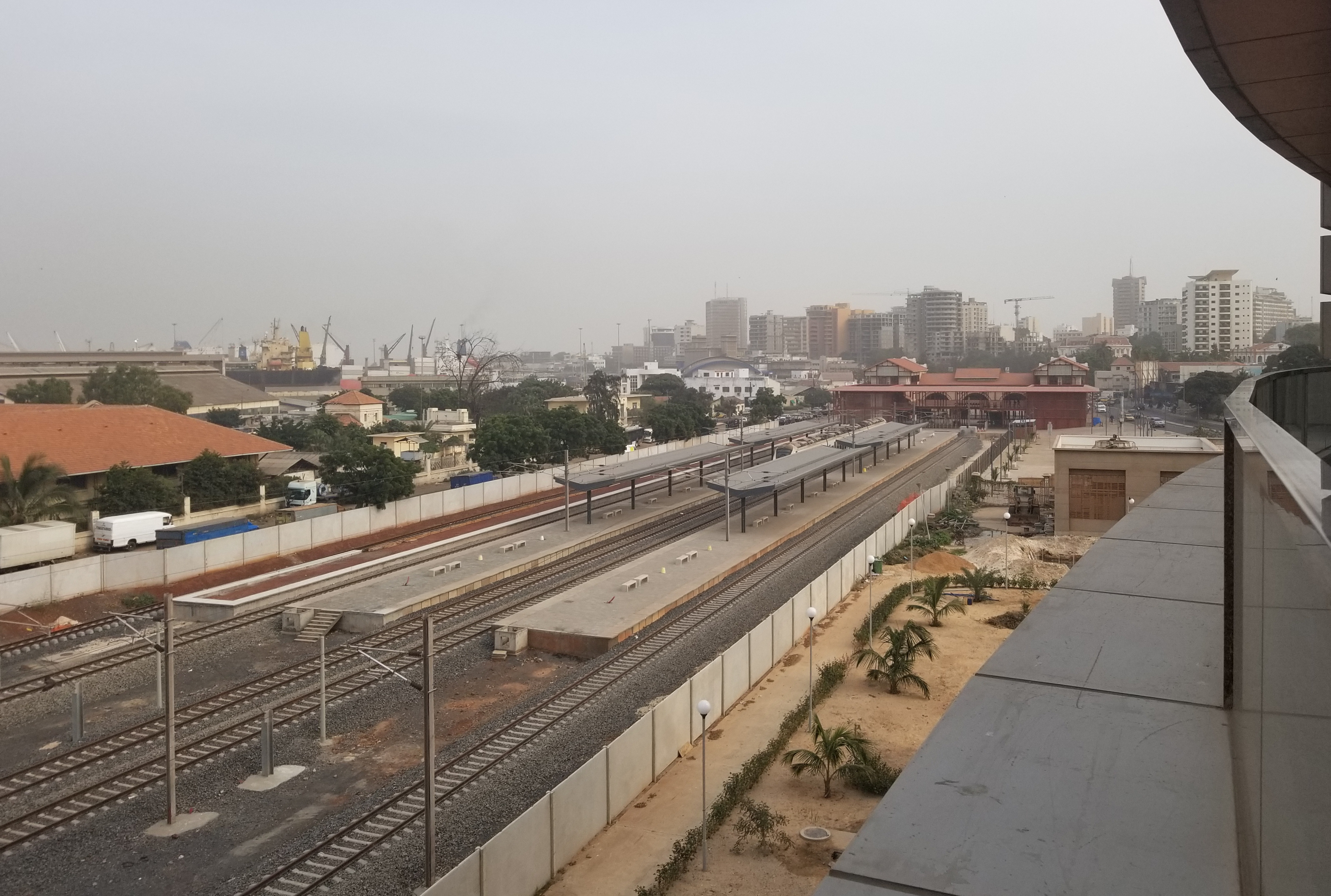
Voies désertes (2019).

## Service proposé aux voyageurs
La Gare possède également deux commerces
- Relay : snacking et librairie.
- Aelia : parfums, cosmétiques et maquillages.

### Filmographie
- Dakar Terminus, documentaire de 38 min réalisé par Quentin Laurent en 2007, qui retrace et confronte l'histoire du marché malien de la gare de Dakar, lieu de vie pour nombre d'étrangers de la ville, et celle de l'Express, le train reliant Dakar à Bamako